# 시몬 네메츠
시몬 네메츠(슬로바키아어: Šimon Nemec, 2004년 2월 15일~)는 슬로바키아의 아이스하키 선수로 포지션은 수비수이다. 현재 내셔널 하키 리그(NHL)의 뉴저지 데블스 소속으로 뛰고 있다. 2022년 NHL 드래프트에서 전체 2위로 뉴저지 데블스의 지명을 받았으며 당시 대표팀 동료인 유라이 슬라프코우스키도 함께 1위로 NHL 드래프트에 지명되었다.
17세의 나이로 슬로바키아 국가대표팀에 발탁되었으며, 2022년 동계 올림픽에서 슬로바키아 최초의 올림픽 아이스하키 동메달 획득에 기여했다. 또한 세계 아이스하키 선수권 대회에 2회 참가했다.